# Blapsilon irroratum
Blapsilon irroratum is een keversoort uit de familie boktorren (Cerambycidae). De wetenschappelijke naam van de soort is voor het eerst geldig gepubliceerd in 1860 door Francis Polkinghorne Pascoe, die tevens het nieuwe geslacht Blapsilon omschreef.
De soort werd ontdekt in Nieuw-Caledonië.